# Luigi Epifanio
Luigi Epifanio (Monreale, 1898 – Palermo, 1976) è stato un architetto italiano, prevalentemente attivo in Sicilia tra la prima metà e la fine del Novecento.

## Biografia
Conseguito nel 1921 il diploma del Corso Speciale di Architettura presso il Regio Istituto di Belle Arti di Palermo, nel 1924 si laurea in Architettura, presso la Regia Scuola per Ingegneri e Architetti del capoluogo siciliano. Tra il 1925 e il 1931 diviene assistente del suo maestro Ernesto Basile alla cattedra di Architettura del corso biennale dell'Accademia di Belle Arti di Palermo e, contemporaneamente, ottiene l'incarico di Architettura e Rilievo dei Monumenti che svolge tra il 1925 e il 1934.
Presso la facoltà di Ingegneria di Palermo, dal 1934 al 1936, insegna Caratteri Stilistici delle Costruzioni. La sua attività didattica prosegue presso la facoltà di Architettura di Palermo dove, dal 1944 al 1946, ottiene l'incarico dell'insegnamento di Storia dell'Architettura e delle Arti figurative e, dal 1947 al 1965, insegna Composizione architettonica.
È sepolto nella cappella della famiglia Vanni nel cimitero di Santa Maria dei Rotoli a Palermo.